# Diocesi di Sicomazon
La diocesi di Sicomazon (in latino Dioecesis Sycomazonitana) è una sede soppressa del patriarcato di Gerusalemme e una sede titolare della Chiesa cattolica.

## Storia
Sicomazon, identificabile con Suq-Mazen, nei territori della striscia di Gaza in Palestina, è un'antica sede vescovile della provincia romana della Palestina Prima nella diocesi civile d'Oriente. Faceva parte del patriarcato di Gerusalemme ed era suffraganea dell'arcidiocesi di Cesarea.
Sono quattro i vescovi attribuiti a questa antica diocesi. Aiane (noto nelle fonti latine come Giovanni) partecipò al concilio di Efeso del 431 e sottoscrisse, verso la fine dello stesso anno, la lettera sinodale dell'arcivescovo Massimiano di Costantinopoli diretta al clero della diocesi di Tenedo per annunciare la deposizione del loro vescovo Anastasio. Dionisio assistette al concilio di Efeso celebrato nel 449. Alfio prese parte al concilio di Gerusalemme del 518 e sottoscrisse la lettera sinodale del patriarca Giovanni di Gerusalemme contro Severo di Antiochia. Basilio prese parte al concilio riunito a Gerusalemme nel 536 dal patriarca Pietro per condannare Antimo I di Costantinopoli dopo la sua adesione al monofisismo.
Dal 1933 Sicomazon è annoverata tra le sedi vescovili titolari della Chiesa cattolica; finora la sede non è mai stata assegnata.

## Cronotassi dei vescovi greci
- Aiane (Giovanni) † (menzionato nel 431)
- Dionisio † (menzionato nel 449)
- Alfio † (menzionato nel 518)
- Basilio † (menzionato nel 536)